# Digomphia laurifolia
Digomphia laurifolia là một loài thực vật có hoa trong họ Chùm ớt. Loài này được Benth. mô tả khoa học đầu tiên năm 1846.